# Кислый, Николай Иванович
Никола́й Ива́нович Ки́слый (1 января 1948, Сталино — 25 ноября 2010, Киев) — советский и украинский архитектор, заслуженный архитектор Украины (1999).

## Биография
Родился 1 января 1948 года в посёлке Александро-Григорьевка Авдеевского района Донецкой области (бывшая Сталинская область). Сейчас территория посёлка вошла в состав агломерации Донецка. Отец Кислый Иван Яковлевич — архитектор, мать Вера Петровна Кислая (Пугаченко) — учительница украинского языка и литературы.

### Образование
В 1967 году Николай Кислый окончил с отличием Донецкий строительный техникум, в этом же году поступил в Киевский государственный художественный институт, который окончил в 1973 году. Педагог по специальности — Пётр Костырко. Преподавателями в институте были Яков Федосеевич Колбаса, Николай Павлович Тищенко, Мусий Тимофеевич Катернога, Николай Николаевич Степанов, Вольф Григорьевич Чудновский, Александр Павлович Ковальский. За время обучения в техникуме работал в донецком филиале «Днепромост» с Альвианом Платоновичем Страшновым и Александром Давидовичем Кузнецовым. В дальнейшей архитектурной практике на становление Николая Кислого, как творца, повлияли Игорь Николаевич Иванов, Дора Викторовна Пилипенко, Валентин Иванович Ежов, Игорь Николаевич Ткачиков и его отец Иван Яковлевич Кислый.

### Карьера
С ноября 1974 по ноябрь 1993 года работал в Главном архитектурно-планировочном управлении г. Киева, которое в 1988 году решением 4-й сессии 20-го созыва было переименовано в Главное управление архитектуры и градостроительства. В сентябре 1983 года решением Киевского горисполкома Кислый был назначен на должность Главного художника города Киева, в июне 1992 года Кислый занимал должность первого заместителя начальника Главкиевархитектуры — главного художника г. Киева. С 1976 до 1983 года Кислый совмещал работу в ГлавАПУ с преподаванием архитектуры в Киевском государственном художественном институте. Творческое наследие включает более 30 конкурсных работ, планировочные проекты, создано более 50-ти памятников, памятных знаков, монументальных и монументально-декоративных работ, объектов благоустройства, скверов, малых архитектурных форм, особняков и тому подобное.
С 15.12.1993 года в 15.12.1994 года работал начальником управления рекламы и общественных связей в страховой компании АСКА-Киев-Центральная.
С 1993 года — член Национального союза художников Украины. С 1994 года по 1999 год на творческой работе. В 1999 году вернулся к преподаванию в Национальной академии изобразительного искусства и архитектуры. Доцент кафедры синтеза искусств, истории и теории архитектуры.
В марте 1999 года присвоено звание заслуженного архитектора Украины. В январе 2003 года избран академиком Международной академии фундаментальных основ бытия. В этом же году Кислый избран в президиум МАФОБ.

## Проекты
- В Киеве[2]:
  - Памятный знак Нестору-летописцу (1985, скульптор Ф. Согоян), возле Киево-Печерской лавры.
  - Памятник студентам и преподавателям Киевской духовной академии (1994), территория Михайловского Златоверхого монастыря.
  - Памятник Николаю Грушевскому (1998, в соавторстве со скульптором В. Чепеликом), ул. Владимирская.
  - Мемориальный комплекс памяти воинов Украинской ССР, погибших в Афганистане (1998, реконструкция), ул. Лаврская.
  - Памятник воинам дорожного батальона, павшим при освобождении Киева в 1943 году, Южная Борщаговка, скульптор В. Чепелик, 1985[3].
  - Памятник погибшим милиционерам, Соломенская площадь.
  - Памятный знак жертвам Чернобыльской катастрофы (1994, скульптор В. Чепелик), Святошино.
  - Памятный знак жертвам Голодомора 1932—1933 годов (Киев, Михайловская площадь) (1993, скульптор В. Перевальский), Михайловская площадь.
- В Николаеве:
  - Монумент «В честь доблестного труда корабелов в Николаеве» (1989 г., в соавторстве со скульптором В. Чепеликом)[4].

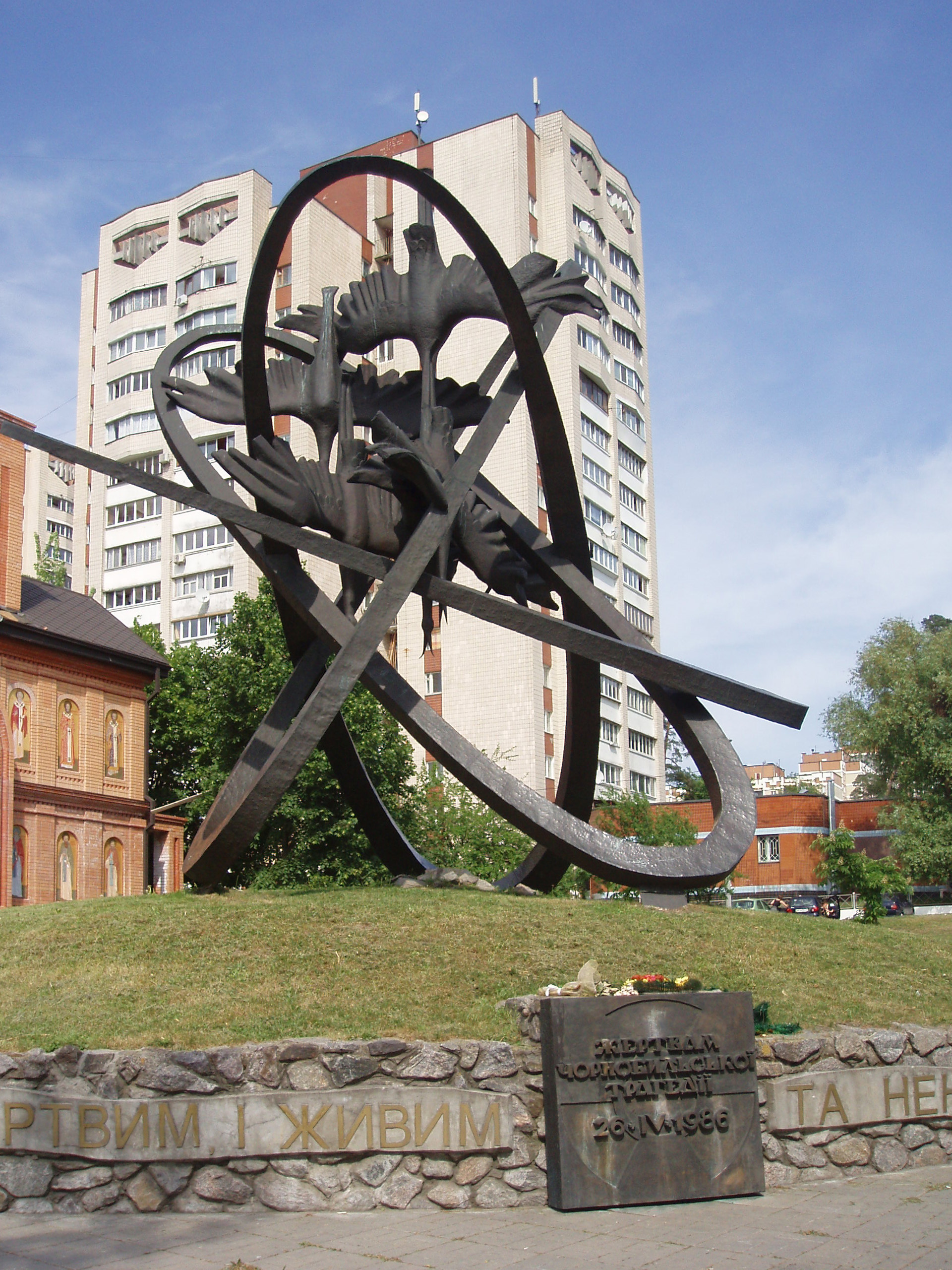
Мемориальный комплекс «Памятник жертвам Чернобыльской трагедии»
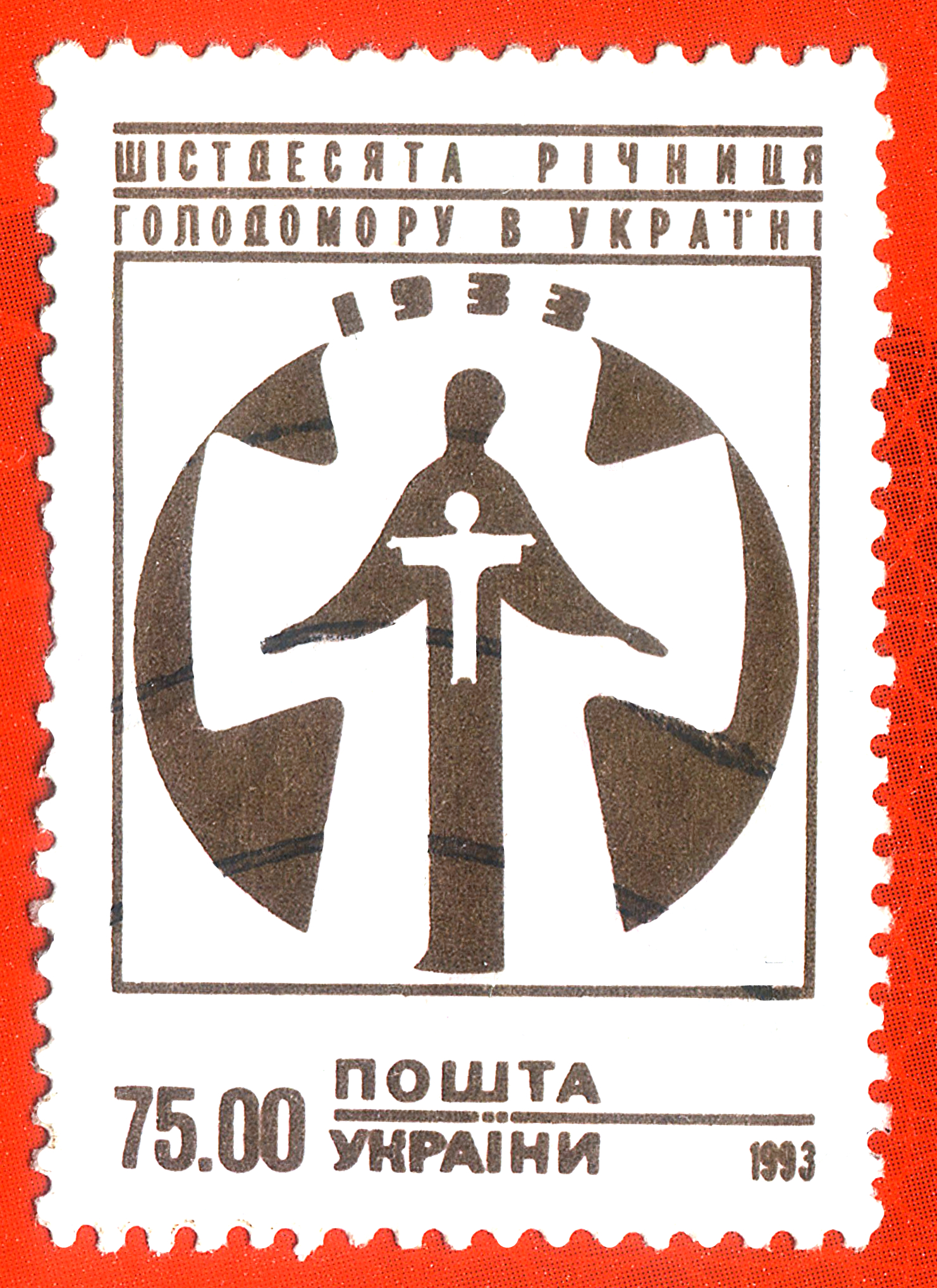
Памятник жертвам Голодомора на почтовой марке Украины

## Премии
- Заслуженный архитектор Украины (1999)